# Euan Wallace
David Euan Wallace (20 avril 1892 - 9 février 1941), est un homme politique conservateur britannique qui est un allié de Neville Chamberlain et est brièvement ministre des Transports pendant la Seconde Guerre mondiale.

## Jeunesse
Wallace est né le 20 avril 1892 . Il est le fils de John Wallace, de Glassingall, Dunblane, Perthshire. Ses grands-parents paternels sont David Wallace, un maître de forges, et Janet Wallace (née Weir). Sa tante, Edith Wallace, est l'épouse du major Robert Dunbar Sinclair-Wemyss .
Il fait ses études à Harrow avant de fréquenter le Collège militaire royal de Sandhurst .

## Carrière
En 1911, Wallace rejoint le 2e Regiment of Life Guards Reserve, obtenant le grade de capitaine, servant comme adjudant de 1915 à 1918 . Il est décoré de la Croix militaire (MC) après avoir été blessé quatre fois pendant la Grande Guerre.
Après la guerre, il est attaché militaire adjoint à l'ambassade britannique à Washington, DC. Il est commissaire spécial pour la côte nord-est et aide de camp du gouverneur général du Canada en 1920 .
Il est élu à la Chambre des communes comme député pour Rugby de 1922 à 1923, puis représente Hornsey de 1924 jusqu'à sa mort en 1941 (alors qu'il est considéré comme l'un des membres les plus riches de la Chambre des communes) . Il est whip adjoint du gouvernement de 1928 à 1929; Junior Lords du Trésor en 1929 et 1931; Lord de l'Amirauté de 1931 à 1934; Sous-secrétaire d'État au ministère de l'Intérieur de 1935 à 1935; Secrétaire au Commerce extérieur de 1935 à 1937; Secrétaire parlementaire de la Chambre de commerce de 1937 à 1938; Secrétaire financier du Trésor de 1938 à 1939 . Le 21 avril 1939, le Premier ministre Neville Chamberlain nomme Wallace ministre des Transports.
Wallace est investi comme conseiller privé par le roi Édouard VIII en juin 1936, avec le lieutenant-colonel John Colville (sous-secrétaire d'État parlementaire pour l'Écosse) et, son ancien beau-frère, Herbrand Sackville, 9e comte De La Warr (secrétaire parlementaire du Board of Education) .

## Vie privée
Wallace s'est marié deux fois et est père de cinq fils, dont quatre sont morts alors qu'ils servaient dans l'armée. Le 26 novembre 1913, Wallace épouse Lady (Myra) Idina Sackville, fille de Gilbert Sackville, 8e comte De La Warr et Lady Muriel Agnes Brassey . Lady Idina conçoit Kildonan House à Barrhill, South Ayrshire avec l'architecte James Miller en hommage à sa maison d'enfance, mais ils se séparent avant qu'elle ne soit terminée. Avant que le mariage ne se termine par un divorce en 1919, ils sont parents de deux fils:
- David John Wallace MC (1914–1944)[7], un major dans le King's Royal Rifle Corps qui est tué au combat pendant la Seconde Guerre mondiale alors qu'il sert avec le Special Operations Executive en Grèce (pendant la bataille de Menina) et qui épouse Joan Prudence Magor, fille de Richard Magor de Chelmsford, en 1939 [8]
- Gerard Euan Wallace (1915–1943)[9], un commandant d'escadre dans la réserve de volontaires de la Royal Air Force qui est également tué dans un accident de vol au Canada pendant la Seconde Guerre mondiale et qui épouse Elizabeth Lawson en 1940 [10]

Le 10 mai 1920, il épouse Barbara Lutyens (1898-1981), la fille de l'architecte Edwin Lutyens et de Lady Emily Bulwer-Lytton (fille d'Edith Villiers et de Robert Bulwer-Lytton, 1er comte de Lytton, le vice-roi de l'Inde et de l'ambassadeur britannique en France)  Ensemble, ils sont les parents de trois fils:
- John Wallace (1922–1946)[12], un Lieutenant dans les Life Guards qui est mort, célibataire, à la suite d'une anesthésie générale lors d'une opération du nez, alors qu'il est en service actif [10]
- Edward Peter Wallace DFC (1923–1944)[13], un Flight Lieutenant dans la Royal Air Force Volunteer Reserve qui est tué au combat pendant la Seconde Guerre mondiale. Il n'était pas marié.
- William Euan «Billy» Wallace (1927–1977), qui fait ses études au Collège d'Eton et au University College, Oxford, et est un proche de la princesse Margaret, qu'il connait depuis l'enfance [14]. Il épouse l'hon. Elizabeth Anne Hoyer Millar, fille de Frederick Millar (1er baron Inchyra) (en), et Anna de Marees van Swinderen (la fille du diplomate néerlandais René de Marees van Swinderen), en 1965 [2]. La princesse Margaret, alors mariée à Antony Armstrong-Jones, assiste au mariage [15].

Il hérite d'une fortune dans le charbon et de fer estimée à plus de 2 000 000 £ .
Après avoir subi une opération sérieuse avant Noël 1940, Wallace meurt le 9 février 1941 . Sa veuve, qui se remarie à Herbert Agar (le journaliste américain qui est rédacteur en chef du Louisville Courier-Journal) en 1945, meurt en 1981 .